# Каррі Нілі
Каррі Нілі (англ. Carrie Neely; 24 січня 1876 — 29 листопада 1938) — колишня американська тенісистка.
Перемагала на турнірах Великого шолома в парному та змішаному парному розрядах.

## Фінали турнірів Великого шолома

### Одиночний розряд (1 поразка)
| Результат | Рік  | Турнір        | Покриття | Суперниця   | Рахунок  |
| --------- | ---- | ------------- | -------- | ----------- | -------- |
| Поразка   | 1907 | Чемпіонат США | Трава    | Евелін Сірс | 3–6, 2–6 |

### Парний розряд (3–3)
| Результат | Рік  | Турнір        | Покриття | Партнерка     | Суперниці                         | Рахунок                 |
| --------- | ---- | ------------- | -------- | ------------- | --------------------------------- | ----------------------- |
| Поразка   | 1898 | Чемпіонат США | Трава    | Марі Вімер    | Джульєтт Аткінсон Кетлін Аткінсон | 1–6, 6–2, 6–4, 1–6, 2–6 |
| Перемога  | 1903 | Чемпіонат США | Трава    | Елізабет Мур  | Міріам Голл Маріон Джонс          | 8–4, 6–1, 6–1           |
| Поразка   | 1904 | Чемпіонат США | Трава    | Елізабет Мур  | Мей Саттон Міріам Голл            | 6–3, 3–6, 3–6           |
| Перемога  | 1905 | Чемпіонат США | Трава    | Гелен Гоманс  | Ф. Обертоффер Вірджинія Мол       | 6–0, 6–1                |
| Перемога  | 1907 | Чемпіонат США | Трава    | Марі Вімер    | Една Вілді Наталі Вайдлі          | 6–1, 2–6, 6–4           |
| Поразка   | 1908 | Чемпіонат США | Трава    | Міріам Стівер | Евелін Сірс Марґарет Кертіс       | 3–6, 7–5, 7–9           |

### Мікст (1–1)
| Результат | Рік  | Турнір        | Покриття | Партнер        | Суперник і суперниця     | Рахунок       |
| --------- | ---- | ------------- | -------- | -------------- | ------------------------ | ------------- |
| Перемога  | 1898 | Чемпіонат США | Трава    | Едвін П. Фішер | Гелен Чепмен Дж. Е. Гілл | 6–2, 6–4, 8–6 |
| Поразка   | 1903 | Чемпіонат США | Трава    | В. Г. Ровленд  | Гелен Чепмен Гаррі Аллен | 4–6, 5–7      |